# European University Association
European University Association (EUA) er en europæisk sammenslutning af universiteter fra 47 lande. I alt har organisationen over 850 medlemmer. 
EUA arbejder for at harmonisere de videregående uddannelser samt forskning i Europa, bl.a. gennem Bolognaprocessen. Organisationen fungerer samtidig som forum for samarbejde og erfaringsudvikling. 
Organisationen blev dannet i Salamanca i 2001 gennem en fusion af Association of European Universities og European Union Rectors' Conference. EUA har til huse i Bruxelles.

## Danske medlemmer af EUA
Organisationen Danske Universiteter er kollektivt medlem af EUA. Derudover er følgende institutioner individuelle medlemmer:
- Copenhagen Business School
- Danmarks Tekniske Universitet
- Københavns Universitet
- Roskilde Universitet
- Syddansk Universitet
- Aalborg Universitet
- Aarhus Universitet